# کریستی پویو
کریستی پویو (رومانیایی: Cristi Puiu؛ ‏ تلفظ رومانیایی: [ˈkristi ˈpuju]؛ زادهٔ ۳ آوریل ۱۹۶۷) کارگردان و فیلم‌نامه‌نویس اهل رومانی است. 

## گزیده فیلم‌شناسی
از مهمترین فیلم‌های او می‌توان به مرگ آقای لازارسکو (۲۰۰۵)، آئورورا (۲۰۱۰) و سیرانوادا (۲۰۱۶) اشاره کرد.